# Darío Espínola
Darío Liduvino Espínola (Garuhapé, Misiones, 15 de septiembre de 1973) es un exfutbolista argentino. Jugaba de lateral derecho y su último equipo fue Defensa y Justicia, equipo que, por entonces, jugaba en la Primera B Nacional.

## Trayectoria
Inició su carrera como futbolista en el Argentino de Quilmes. Luego pasó al Arsenal de Sarandí, club al que llegó a los 20 años y donde se mantendía durante casi toda su carrera. Jugó su primer partido con Arsenal el 7 de junio de 1994. Aquel día, por la fecha 36 del Torneo Nacional B 1993-1994, su equipo empató 2-2 frente a Gimnasia y Esgrima de Jujuy.
En el 2002 consiguió el ascenso a primera división, en 2007 la  Copa Sudamericana y un año más tarde la Copa Suruga Bank 2008. Se lo considera un verdadero ícono del club. Es el jugador con más partidos en Arsenal de Sarandí, sumando un total de 422 encuentros, seguido por otro ícono del club, el exjugador Carlos David Ruiz. Para la temporada 2010/11, Espínola se fue del club celeste y rojo, para vestir la camiseta de Defensa y Justicia, que se encontraba jugando en la Primera B Nacional. A mediados del 2012, el lateral derecho anunció su retiro del fútbol profesional.
Actualmente, Darío Espínola es entrenador interino de Arsenal de Sarandí.

## Clubes

### Como jugador
| Club                 | País      | Año       |
| -------------------- | --------- | --------- |
| Argentino de Quilmes | Argentina | 1992-1993 |
| Arsenal de Sarandí   | Argentina | 1993-2010 |
| Defensa y Justicia   | Argentina | 2010-2012 |

### Como entrenador
| Club                          | País                 | Año                  | PJ | PG | PE | PP | GF | GC | DG | EF%    |
| ----------------------------- | -------------------- | -------------------- | -- | -- | -- | -- | -- | -- | -- | ------ |
| Arsenal de Sarandí (Interino) | Argentina            | 2021                 | 4  | 0  | 2  | 2  | 1  | 7  | -6 | 16.67% |
| Arsenal de Sarandí (Interino) | Argentina            | 2023                 | 12 | 3  | 4  | 5  | 7  | 10 | -3 | 36.11% |
| Total en sus equipos          | Total en sus equipos | Total en sus equipos | 16 | 3  | 6  | 7  | 8  | 17 | -9 | 31.25% |

## Palmarés

### Copas internacionales
| Título            | Club               | País      | Año  |
| ----------------- | ------------------ | --------- | ---- |
| Copa Sudamericana | Arsenal de Sarandí | Argentina | 2007 |
| Copa Suruga Bank  | Arsenal de Sarandí | Argentina | 2008 |